# Wyżni Czarnostawiański Kocioł

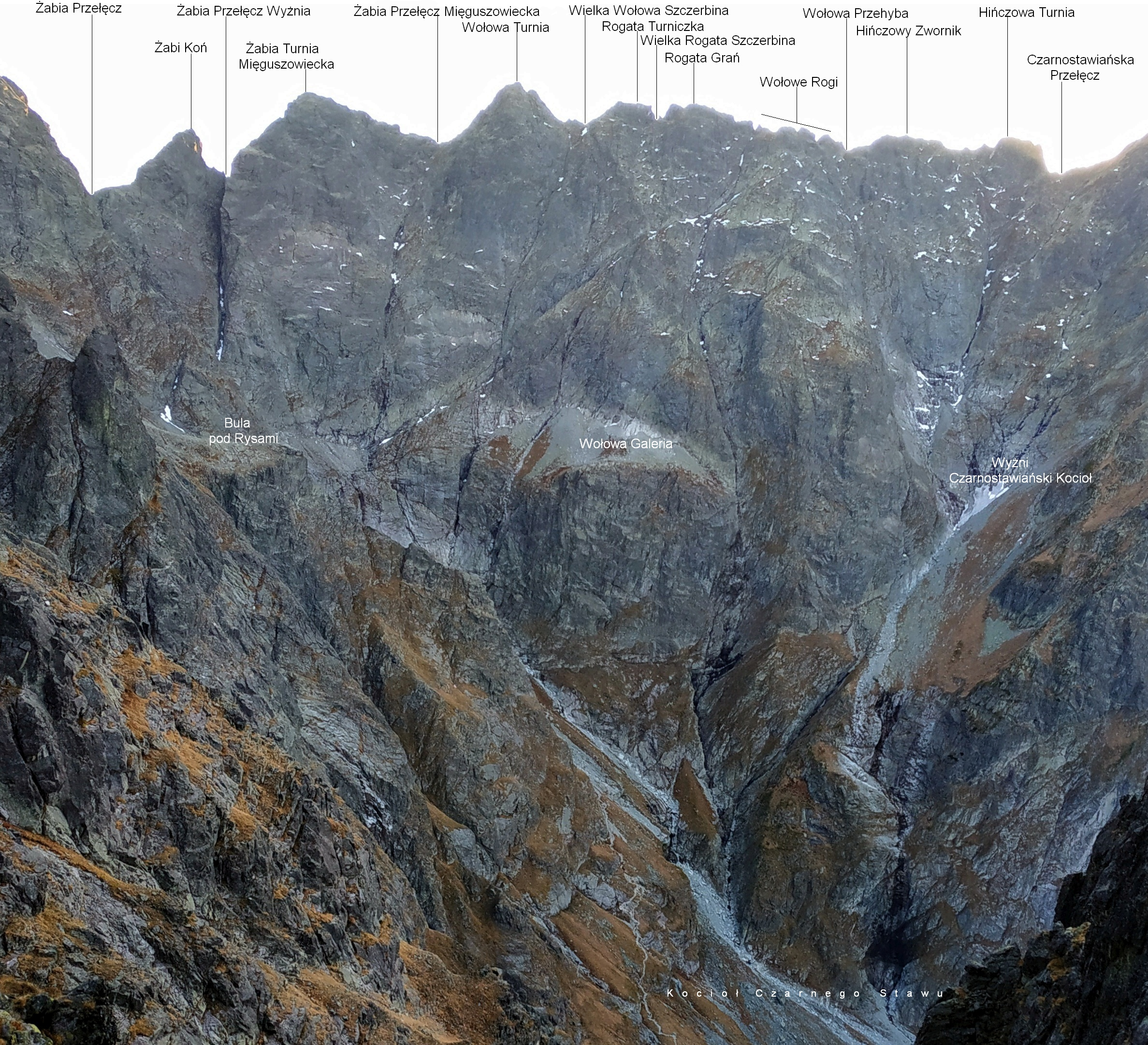

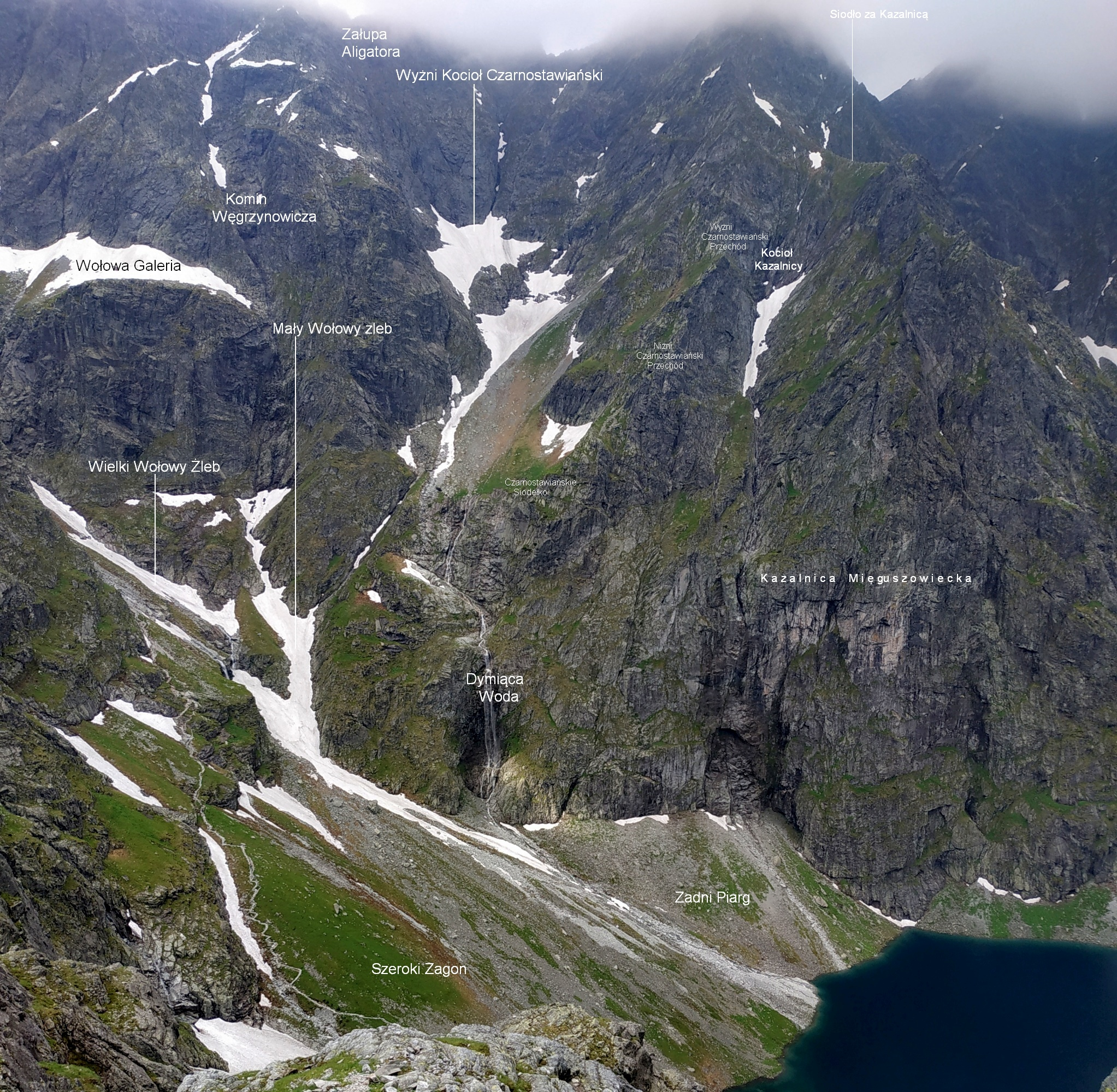

Wyżni Czarnostawiański Kocioł (słow. Vyšná kotlina Čierneho plesa pod Rysmi) – kocioł na północnej ścianie Wołowego Grzbietu w polskich Tatrach Wysokich. Jest typowym kotłem polodowcowym, od dołu poderwanym urwistym progiem lodowcowym. Śnieg zalega w nim długo. Prawe (patrząc od dołu) ograniczenie kotła tworzy północno-wschodnia grzęda Mięguszowieckiego Szczytu Czarnego. Nad kotłem tworzą ją mieszanina trawiastych zboczy, żlebków i stromych ścianek. Od zachodniej i północnej strony ograniczenie kotła tworzą ściany Wołowego Grzbietu na odcinku od Mięguszowieckiego Szczytu Czarnego po Wołowe Rogi. Lewe ograniczenie tworzy Filar Wołowego Grzbietu. Pomiędzy jego dolną część a próg kotła wcina się Mały Wołowy Żleb.
Dolna część progu Wyżniego Czarnostawiańskiego Kotła jest zupełnie pionowa, górna zbudowana jest z litych, wymytych, jasnej barwy płyt. Części te rozdzielone są trawiastym, poziomym zachodem. W dolnej części progu znajduje się wodospad Dymiąca Woda.

## Taternictwo
Pierwsze przejściaKocioł znajduje się w rejonie zamkniętym dla turystów, ale dopuszczonym do uprawiania taternictwa. Pierwsze przejście kotła: Stanisław Groński 11 lutego 1935 roku. Pierwszy raz na nartach przez kocioł przejechał Piotr Konopka 11 maja 1994 r.
Drogi wspinaczkowe
1. Prawą częścią progu (Poziomkowa Droga); IV w skali UIAA, czas przejścia 3 godz.,
2. Przez lodospad (Rosyjska ruletka); IV+, A2, lód o nachyleniu 90°,
3. Lewą częścią progu; II 30 min,
4. Małym Wołowym Żlebem i lewą grzęda progu; 0+, od szlaku na Rysy 30 min,
5. Ze Żlebu pod Rysami; 0+, od szlaku na Rysy 15 min[2].